# Severino Sani
Severino Sani (Massa Superiore, 12 settembre 1840 – Ferrara, 23 marzo 1919) è stato un politico italiano.

## Biografia
Ex sostenitore di Giuseppe Garibaldi, che non ha però combattuto le guerre risorgimentali, a unificazione italiana completata fonda la "Società Reduci delle patrie battaglie", un sodalizio sul quale costruisce il consenso che nel 1882 gli vale la prima elezione a deputato.
Tale formazione si contrappone alla linea non moderata di molti esponenti liberali, già combattenti contro il governo pontificio, ma il Sani è un abile trasformista, che dalle file della sinistra radicale, in opposizione al moderatismo liberale, si allea in seguito contro questi ultimi, per poi favorire la partecipazione dei cattolici (ancora impediti dal Non expedit) in funzione anti-socialista.
Nel 1877 è consigliere comunale e assessore a Ferrara col sindaco Anton Francesco Tosti, ex prigioniero austriaco nel 1849  e quando la giunta entra in crisi per alcune dimissioni mantiene i propri incarichi.
Alla Camera siede nelle file radicali ma al contempo mantiene una rete di clientele e di interessi che lo portano ad appoggiare candidati moderati contro i democratici di altri collegi, allo scopo di racimolare consensi per la propria rielezione, che trova anche l’appoggio dei cattolici e delle gerarchie ecclesiastiche sfruttando il proprio ruolo di esattore delle decime della Mensa arcivescovile.
La sua parabola si conclude quando emergono diversi scandali relativi al suo operato, amplificati da una forte opposizione interna nelle file radicali, dove viene duramente contestato dai giovani del Circolo Radicale Operaio.